# Thomas Abeltshauser
Thomas Eduard Abeltshauser (* 13. Januar 1954 in Bremen) ist ein deutscher Jurist, ehemaliger Professor für Rechtswissenschaften und verurteilter Straftäter. Bekanntheit erlangte er unter anderem durch die Annahme von Bestechungsgeldern für die Betreuung von Doktoranden.

## Wissenschaftliche und berufliche Tätigkeit
Abeltshauser wurde im Jahr 1981 von der Universität Bremen zum Doktor der Rechtswissenschaft mit der Dissertationsschrift „Unternehmensbegriff und öffentliches Interesse“ promoviert. Die Habilitation erfolgte 1990 mit der Schrift „Strukturalternativen für eine europäische Unternehmensverfassung“. Anschließend war Abeltshauser bis zum Jahr 2008 Professor an der Leibniz Universität Hannover und Inhaber des Lehrstuhls für Zivilrecht, Internationales Privatrecht, Rechtsvergleichung und anwaltliche Berufspraxis.
Er begründete das ADVO-Zertifikat an der Juristischen Fakultät der Leibniz Universität Hannover, ein weiterführendes Studienprogramm zur anwaltsbezogenen Juristenausbildung. Zudem wirkte er an verschiedenen Gesetzgebungsvorhaben in Osteuropa und Mittelasien mit, so unter anderem als Gutachter für den Aufbau eines Zivil- und Handelsgesetzbuches für Bosnien und Herzegowina und ebenfalls als Gutachter für die Reform von Wirtschaftsgesetzen in Tadschikistan. Zu seinen Forschungsschwerpunkten gehörten die zivil- und strafrechtliche Verantwortlichkeit von Managern und Aufsichtsräten. Er schied im Jahr 2008 infolge einer strafrechtlichen Verurteilung aus dem Amt. Bereits das Rechtsmittel gegen die vorläufige Dienstenthebung scheiterte. Nach seiner Haftentlassung arbeitete Abeltshauser als Rechtsberater und Of Counsel in einer Anwaltskanzlei.

## Annahme von Bestechungsgeldern und Strafverfahren
Im Rahmen eines Verfahrens vor der Wirtschaftsstrafkammer des Landgerichts Hildesheim wurde Abeltshauser wegen Bestechlichkeit in 68 Fällen zu einer Haftstrafe von drei Jahren verurteilt. Zuvor hatte er gestanden, in den Jahren zwischen 1998 und 2005 für die Betreuung von 68 Doktoranden von einer Vermittlungsagentur Zahlungen in Höhe von insgesamt 184.000 Euro für die Annahme und Betreuung von Doktoranden erhalten zu haben. Abeltshauser hatte im Schnitt  2.050,- EUR für die Annahme eines Doktoranden erhalten; weitere rund 2.050,- EUR erhielt er bei erfolgreichem Abschluss der Promotion. Um den Zahlungsweg zu verschleiern, hatte er seine Ehefrau als scheinbare Zahlungsempfängerin angegeben. Das Geständnis erfolgte im Rahmen einer förmlichen Verständigung im Strafverfahren. Das Landgericht hatte ihm im Gegenzug für die Ablegung eines Geständnisses eine Haftstrafe von drei Jahren Haft in Aussicht gestellt. Abeltshauser wurde zudem vorgeworfen, zwei Studentinnen gegen sexuelle Gefälligkeiten bessere Noten verschafft zu haben. Das Strafverfahren wegen dieses Vorwurfs wurde jedoch eingestellt.
Die Strafverfolgungsbehörden ermittelten zudem gegen mehrere Doktoranden von Abeltshauser wegen des Verdachtes der Beihilfe zur Bestechung. Das Amtsgericht Hannover sprach die Beschuldigten schließlich frei. Die Universität Hannover entzog gleichwohl mehreren Doktoranden den Doktorgrad, unterlag aber später vor dem Verwaltungsgericht Hannover. Es stellten fest, dass es keine Einflussnahme auf das Promotionsverfahren durch Abeltshauser gegeben hatte, die Prüfungsverfahren seien vielmehr materiell-rechtmäßig gewesen. Seitens der Doktoranden habe es zudem keine Kenntnis von den Geldzahlungen der Vermittlungsagentur an Abeltshauser gegeben. Das Oberverwaltungsgericht Lüneburg bestätigte die Entscheidungen des Verwaltungsgerichts Hannover. Zwar sei die Mitwirkung Abeltshausers an den Promotionsverfahren ein formeller Fehler. Die Universität Hannover habe nicht darlegen können, dass die betroffenen Dissertationen nicht den wissenschaftlichen Ansprüchen genügen. Insbesondere habe sie keinen anderen Gutachter eingesetzt.
Im Zuge des Strafverfahrens ermittelten die Strafverfolgungsbehörden zudem in etwa 100 weiteren Ermittlungsverfahren gegen Hochschullehrer, die mit demselben Vermittlungsinstitut zusammengearbeitet hatten.